# Cessna 162

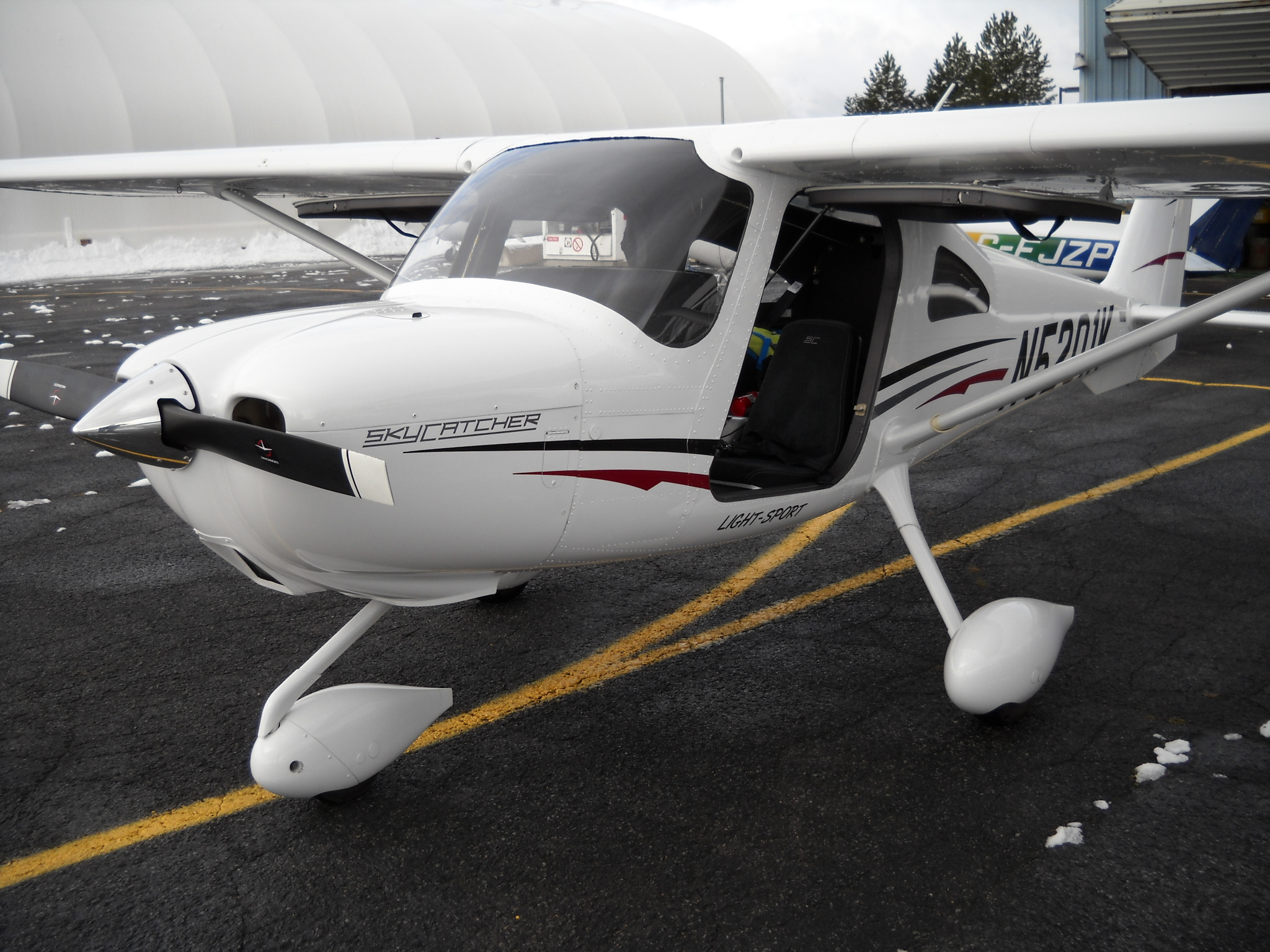
Cessna 162 Skycatcher

Cessna 162 Skycatcher är ett tvåsitsigt sportflygplan från Cessna, tillverkat mellan december 2009 och december 2013. Det har glascockpit (LED-skärmar) och styrspakar. Cessna Aircraft Company's VD sade i oktober 2013 att 162:an "inte hade någon framtid" och i januari 2014 slutade Cessna att ta emot beställningar på modellen. Totalt 275 flygplan producerades. Mindre än 200 såldes. Delar från osålda flygplan användes som reservdelar innan planen skrotades 2016.